# آرایشگر و دهقان
آرایشگر و دهقان (فرانسوی: Figaro et l'Auvergnat‎) یک فیلم صامت و کوتاه فرانسوی در فرمت سیاه‌وسفید به کارگردانی ژرژ ملی‌یس است که در سال ۱۸۹۷ میلادی منتشر شد. این فیلم در کاتالوگ فیلم‌های ژرژ ملی‌یس ۱۲۱ شماره‌گذاری شده است.